# Prvočíselná dvojice
Prvočíselná dvojice (také prvočíselná dvojčata) je matematický pojem z oblasti teorie čísel. Jde o dvojici přirozených čísel (p, p + 2) takovou, že obě tato čísla jsou prvočísly.

## Existence
Nejmenší prvočíselnou dvojicí je dvojice (3, 5), dále následují (5, 7), (11, 13), (17, 19), (29, 31), (41, 43), (59, 61), …. Největší dosud známá prvočíselná dvojice je (3 756 801 695 685 · 2666 669 − 1; 3 756 801 695 685 · 2666 669 + 1), obě čísla této dvojice mají (v desítkové soustavě) 200 700 cifer.
Existuje 808 675 888 577 436 prvočíselných dvojic menších než 1018.
Kromě první dvojice (3, 5) jsou všechny ostatní prvočíselné dvojice tvaru (6n − 1, 6n + 1) pro n přirozené. Čísla 6n + 0, 6n + 2, 6n + 3 a 6n + 4 jsou totiž dělitelná dvěma nebo třemi. Ne každá dvojice tohoto tvaru je ovšem prvočíselnou dvojicí – nejmenší příklad je již pro n = 4.
Tento výsledek lze rozšířit na tvrzení, že každá prvočíselná dvojice kromě (3, 5) a (5, 7) je ve tvaru (30k − 1, 30k + 1), (30k + 11, 30k + 13) nebo (30k + 17, 30k + 19). V ostatních dvojicích čísel je totiž alespoň jedno číslo dělitelné dvěma, třemi nebo pěti. Neboli ve vzorci pro potenciální prvočíselnou dvojici (6n − 1, 6n + 1) může být n pouze ve tvaru 5k, 5k + 2 nebo 5k + 3, nikoli však 5k + 1 nebo 5k + 4 (čísla 6[5k + 1] − 1 = 30k − 5 a 6[5k + 4] + 1 = 30k + 25 jsou totiž dělitelná pěti). Proto (6n − 1, 6n + 1) pro n = 4 = 5×0 + 4 již není prvočíselná dvojice.

## Hypotéza prvočíselných dvojic
Hypotéza prvočíselných dvojic je dosud (září 2019) nedokázané tvrzení z oblasti teorie čísel, podle kterého existuje nekonečně mnoho prvočíselných dvojic. Ačkoli toto tvrzení ještě nebylo dokázáno, předpokládá se, že je pravdivé. Jeho důkaz však podle mnohých matematiků přesahuje současné možnosti matematiky.